# Perissomastix mucrapex
Perissomastix mucrapex är en fjärilsart som beskrevs av László Anthony Gozmány. Perissomastix mucrapex ingår i släktet Perissomastix och familjen äkta malar. Inga underarter finns listade i Catalogue of Life.